# Dioclesian
Dioclesian  (The Prophetess: or, The History of Dioclesian) es una semiópera tragicómica en cinco actos con música de Henry Purcell y libreto en inglés de Thomas Betterton basado en la obra teatral The Prophetess, de John Fletcher y Philip Massinger, que a su vez se basa muy libremente en la vida del emperador Diocleciano. Se estrenó a finales de mayo de 1690 en Queen's Theatre, Dorset Garden. La obra teatral se había producido, por vez primera, en 1622. La coreografía de las diversas danzas es obra de Josias Priest, quien trabajó con Purcell en otras de sus semi-óperas.
Betterton reelaboró la obra ampliamente, dejando mucho espacio para la música de Purcell, notablemente en la escena del "monstruo" al final del Acto II y la Masque final sobre la victoria del Amor, que siguió siendo popular hasta bien entrado el siglo XVIII.
La primera producción tuvo un Prólogo escrito por John Dryden que fue suprimido después de sólo una representación; era demasiado crítico con la campaña del rey Guillermo en Irlanda.

## Sinopsis
La historia es aparentemente sobre la lucha por el poder en la Antigua Roma, pero de hecho es sobre la lucha universal entre el amor y el deber. Delphia, una profetisa, anticipa que Diocles, un soldado de infantería, se convertirá en emperador después de matar a un "poderoso jabalí" y casarse con la sobrina de Delphia, Drusilla, quien está enamorada de él. Diocles se toma en serio la profecía, y empieza a matar cerdos. Resulta que un soldado llamado Volutius Aper (Aper=jabalí) ha asesinado al anterior emperador, y Diocles mata a Aper en venganza. Como recompensa por su acción se le hace coemperador y se cambia el nombre por el de Dioclesian. Ignora su promesa de casarse con Drusilla, y en lugar de ello corteja a la hermana de su coemperador la princesa Aurelia. Esto enoja a Delphia, quien detiene la ceremonia nupcial conjurando una tormenta y un monstruo. Entonces hace que la princesa se enamore del rival de Diocles, Maximinian, y los persas derroten al ejército romano. Diocles repara entonces en el error en que ha incurrido, rechaza a los invasores, cede la mitad del trono a Maximinian, y se traslada a Lombardía con Drusilla.

## Grabaciones
- Timon Of Athens/Dioclesian, Lynne Dawson, English Baroque Soloists y el Coro Monteverdi dirigidos por John Eliot Gardiner  (Erato, 1988)
- Timon Of Athens/Dioclesian Collegium Musicum 90, dirigido por Richard Hickox (Chandos, 1995)
- Timon Of Athens/Dioclesian The English Concert, dirigido por Trevor Pinnock (Archiv, 1995)